# المخاوف والانتقادات المتعلقة ببطولة أمم أوروبا 2012
تتناول المخاوف والخلافات المتعلقة ببطولة كأس الأمم الأوروبية 2012، المواضيع والقضايا المحيطة ببطولة كأس الأمم الأوروبية لكرة القدم 2012 في بولندا وأوكرانيا. بعد اختيار بولندا وأوكرانيا، من خلال تصويت اللجنة التنفيذية للاتحاد الأوروبي لكرة القدم، كدولتين مضيفتين لبطولة كأس الأمم الأوروبية 2012، ظهرت العديد من القضايا. كانت أعمال التحضير في بولندا أسرع من تلك في أوكرانيا، وفي أعقاب زيارة في أبريل/نيسان 2009، أعلن ميشيل بلاتيني أن كل شيء يسير على المسار الصحيح وأنه لا يرى أي مشاكل كبيرة. وأكد الاتحاد الأوروبي لكرة القدم تعيين المدن البولندية وارسو وبوزنان وفروتسواف وغدانسك. وفي الاجتماع نفسه، قبل استئناف القرار المتأخر بشأن الأماكن الأوكرانية لكل من لفيف ودونيتسك وخاركوف من أجل تلبية شروط محددة فيما يتعلق بالبنية التحتية، مع تحذير من أنه لن تستخدم سوى كييف والمدينة الأفضل استعدادًا من بين المرشحين الآخرين إذا لم تحل المشكلات بحلول نهاية نوفمبر، على الرغم من أن ذلك استغرق قدرًا كبيرًا من الوقت والموارد

## انتقادات للاستعدادات
في يناير 2008، حذر رئيس الاتحاد الأوروبي لكرة القدم ميشيل بلاتيني المنظمين من الحاجة إلى تجنب "التأخيرات الحرجة" في استعداداتهم، مما دفع اسكتلندا إلى التطوع كدولة بديلة لاستضافة البطولة مرتين. ومع ذلك، بحلول يونيو 2008، صرح الاتحاد الأوروبي لكرة القدم بأنه "لا يناقش أي خطة بديلة فيما يتعلق بدول جديدة" لاستضافة البطولة.
واجهت أوكرانيا العديد من المشكلات التي هددت قدرتها على المشاركة في استضافة بطولة أمم أوروبا 2012، بما في ذلك تأخيرات في تجديد مجمع أولمبيسكي الوطني الرياضي، وصعوبات في تمويل مشاريع البنية التحتية بعد الركود الاقتصادي 2008.
بعد إجراء تفتيش في أبريل 2009، أكد ميشيل بلاتيني أن أوكرانيا ستبقى شريكًا في الاستضافة، مع تلميحه إلى إمكانية نقل معظم المباريات إلى بولندا. وأكد رئيس مجلس وزراء بولندا دونالد توسك أن بلاده قادرة على القيام بالمهمة، لكنها ملتزمة بالخطة الأصلية، كما كان الحال بالنسبة لاتحاد بولندا لكرة القدم (PZPN).
في سبتمبر 2009، أعلن بلاتيني أن "أوكرانيا حققت تقدمًا مفاجئًا في جهودها لاستضافة البطولة"، وسرعان ما تم التأكيد على أن مدنها الأربع (دونيتسك، خاركيف، كييف، ولفيف) ستستضيف مباريات. كما تم تأكيد أن كييف ستستضيف المباراة النهائية.
في مقابلة أجراها ميشيل بلاتيني مع الاتحاد الألماني لكرة القدم (DFB) في مايو 2010، أشار إلى أن ألمانيا والمجر قد تحلان محل أوكرانيا كمضيفتين للبطولة إذا لم يتم تحسين الأوضاع، مما أثار شكوكًا جديدة حول جاهزية البلاد.
ومع ذلك، بحلول أغسطس، أعاد بلاتيني النظر في هذا التصريح وقال: "يمكن اعتبار أن الإنذار لم يعد قائمًا"، معربًا عن تفاؤله تجاه الاستعدادات في كلا البلدين، مشيرًا إلى أنه لا يرى أي عقبات كبيرة.
بعد زيارة وفد من الاتحاد الأوروبي لكرة القدم إلى أوكرانيا في سبتمبر 2011، صرح بلاتيني أن البلاد أصبحت "على وشك الجاهزية لاستضافة بطولة أمم أوروبا 2012".

## تعليق اتحاد بولندا لكرة القدم
في سبتمبر 2008، قامت حكومة بولندا بتعليق اتحاد بولندا لكرة القدم (PZPN) بسبب قضايا فساد، وعينت مسؤولًا لمكافحة الفساد في كرة القدم. استجاب الاتحاد الأوروبي لكرة القدم (UEFA) بسرعة بإصدار رسالة تحذر من أن بولندا قد تفقد حقها في المشاركة في استضافة البطولة.
بالإضافة إلى ذلك، هدد الاتحاد الدولي لكرة القدم (FIFA) بأنه سيعلق تمثيل كرة القدم البولندية في مباريات التصفيات المؤهلة لكأس العالم. وفي أكتوبر، توصل إلى اتفاق أعيد بموجبه اتحاد اتحاد بولندا بإدارة جديدة تحت إشراف مشترك من الاتحاد الدولي والاتحاد الأوروبي ووزارة الرياضة البولندية.

## الدعوات إلى المقاطعة
عقب إضراب يوليا تيموشينكو عن الطعام الذي بدأ في 20 أبريل 2012 وسوء معاملتها في سجن أوكراني، أعلن رئيس المفوضية الأوروبية دوراو باروسو ومفوضة العدل فيفيان ريدينغ وأندرولا فاسيليو، المفوض الأوروبي للتعليم والثقافة والتعدد اللغوي والشباب، مقاطعتهم للبطولة في أوكرانيا.
في مايو، أعلن مستشار النمسا فيرنر فايمان أن المسؤولين الحكوميين النمساويين لن يحضروا البطولة كإشارة سياسية. كما أعلن المسؤولون البلجيكيون أنهم سيقاطعون المباريات التي تُقام في أوكرانيا، داعيًا وزير الخارجية البلجيكي ديدييه رايندرز الحكومة الأوكرانية إلى احترام حقوق تيموشينكو بالكامل.
أعلنت ألمانيا أن زيارة المستشارة أنغيلا ميركل ستعتمد على الإفراج عن تيموشينكو، كما حثت ميركل وزراءها على اتخاذ نفس الموقف. قاطع هانز بيتر فريدرش، وزير الداخلية والرياضة الألماني، مباراة بلاده ضد هولندا في خاركيف. ودعا مدير بايرن ميونخ، يوب هاينكس، رئيس الاتحاد الأوروبي لكرة القدم بلاتيني إلى إدانة النظام الاستبدادي في أوكرانيا، كما أعلن مدير بوروسيا دورتموند، يورغن كلوب، أنه سيقاطع الحدث.
على الرغم من ذلك، صرّح المسؤولون الرياضيون الألمان بأن هذه المقاطعات غير فعّالة ويجب المضي قدمًا في الحدث.
انتقد دونالد توسك، رئيس وزراء بولندا، الدعوات إلى المقاطعة واصفًا إياها بأنها غير ملائمة، لكنه أضاف أن سمعة أوكرانيا ستتضرر بشكل كبير إذا لم يتم إيجاد حل. أيّدت المعارضة البولندية مقاطعة المباريات في أوكرانيا للضغط على القرار بشأن تيموشينكو.
قارنت أوكرانيا تهديدات المقاطعة من القوى الأوروبية بالعودة إلى تكتيكات الحرب الباردة. في بيان، ذكرت الاتحاد الأوروبي لكرة القدم (UEFA) أنها "أبلغت الوفد الأوكراني بالمخاوف التي أثيرت بشأن الوضع السياسي في أوكرانيا بين السياسيين الأوروبيين ووسائل الإعلام"، لكنها أضافت أن "الاتحاد الأوروبي لكرة القدم ليس له موقف ولن يتخذ أي موقف بشأن الوضع السياسي في أوكرانيا، ولن يتدخل في الشؤون الحكومية الداخلية".
في الوقت ذاته، ورد أن رؤساء دول النمسا والتشيك وألمانيا وإيطاليا وسلوفينيا رفضوا دعوة لحضور قمة لقادة أوروبا الوسطى والشرقية كان من المقرر أن تعقدها أوكرانيا. أكدت الاتحاد الأوروبي أن جميع مفوضيها سيقاطعون الفعاليات في أوكرانيا.
أما الرئيس الروسي فلاديمير بوتين، فقد وصف دعوات المقاطعة بأنها خاطئة وعرض تقديم العلاج الطبي لتيموشينكو في بلاده، لكن هذا العرض قوبل بالرفض. وأضافت وزارة الخارجية الأوكرانية أن تهديد المقاطعة يمكن أن "يضر بالفهم المتبادل"، وأكدت: "نعتبر محاولات تسييس الأحداث الرياضية، التي لعبت منذ العصور القديمة دورًا بارزًا في تعزيز التفاهم والاتفاق بين الأمم، محاولات مدمرة. الهجوم على هذا الحلم الكبير يقوض فرص جميع أعضاء الكتلة الشرقية السابقين لإثبات أن إمكانياتهم الاقتصادية والبشرية والعلمية يمكن أن تحولهم من مدينين لأوروبا إلى محرك لنموها".

## الإثارة، العنصرية، معاداة السامية والشغب

### وثائقي بانوراما وردود الفعل

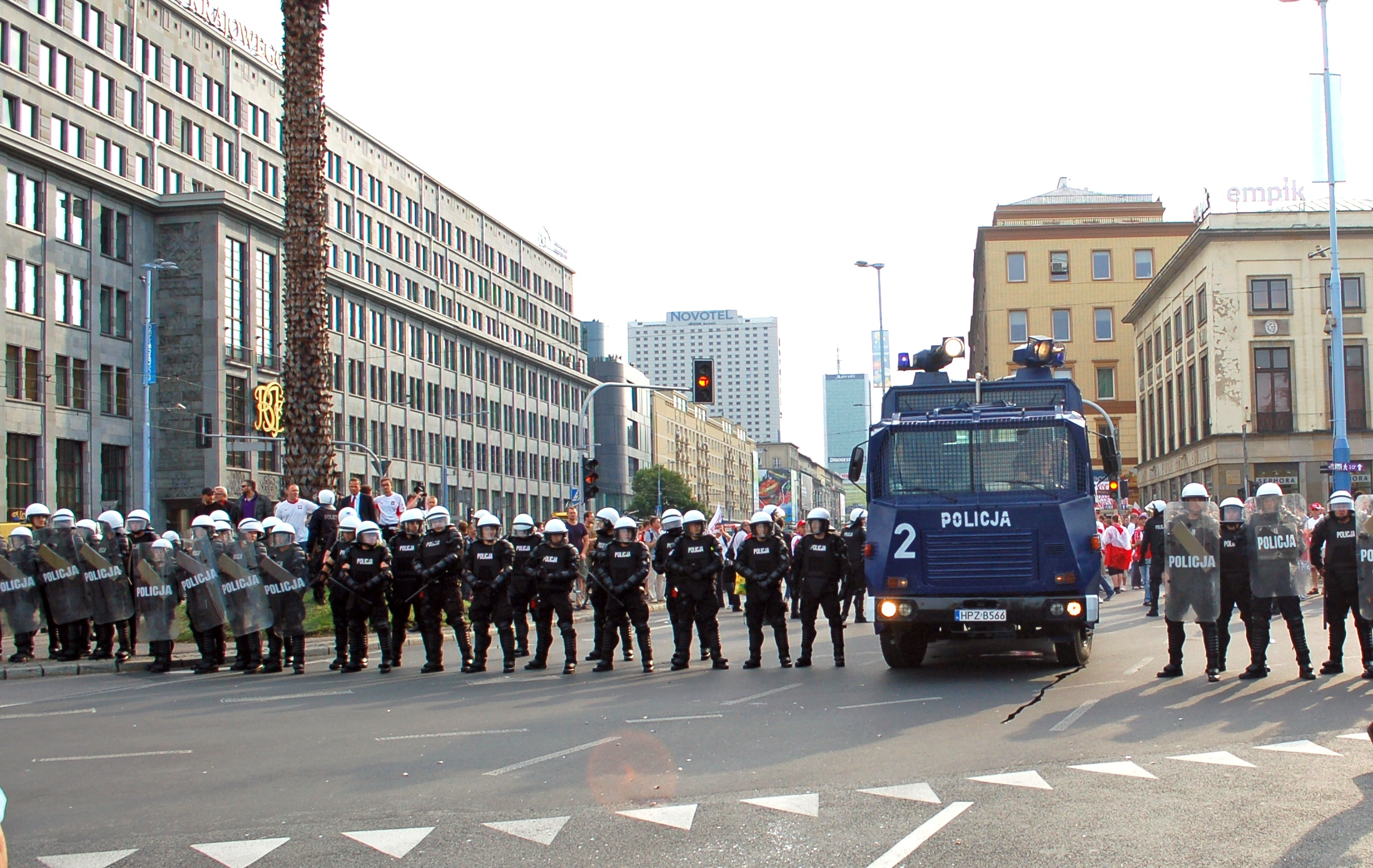
الشرطة في وارسو يوم 12 يونيو 2012.

في 28 مايو 2012، استعرض برنامج الشؤون الجارية بانوراما الذي تبثه بي بي سي قضايا العنصرية، معاداة السامية والتعصب الكروي التي ذكر أنها منتشرة بين مشجعي بولندا وأوكرانيا. البرنامج، الذي كان بعنوان Euro 2012: Stadiums of Hate، تضمن لقطات حديثة لمشجعين يهتفون بشعارات معادية للسامية وعرض رموز وشعارات القوة البيضاء. وسجل الوثائقي معاداة السامية وهتافات القرود ضد اللاعبين السود في بولندا. وفي أوكرانيا، سجل تحيات نازية ودعم مشجعي ميتاليست خاركيف الذين اعتدوا بعنف على مجموعة من طلاب جنوب آسيا في مجمع ميتاليست أوبلاست الرياضي، أحد الملاعب المستضيفة للمباريات في أوكرانيا. بانوراما صور المدافع الإنجليزي الأسود السابق سول كامبل أثناء مشاهدته لهذه اللقطات، وسأله ما إذا كان ينصح العائلات بحضور البطولة. فأجاب: "ابقوا في المنزل، شاهدوا البطولة على التلفزيون. لا تخاطروا... لأنكم قد تعودون في تابوت." توبع التقرير من قبل معظم وسائل الإعلام البريطانية، والتي نشرت عددًا كبيرًا من المقالات تتهم البولنديين والأوكرانيين بالعنصرية.
تعرّض الوثائقي لانتقادات وُصِفت بالإثارة، وعدم التوازن، وعدم الأخلاقية. جوناثان أورنشتاين ‏، المدير التنفيذي لمركز الجالية اليهودية في كراكوف، وهو مصدر يهودي استُخدم في الفيلم، قال: "أنا غاضب من الطريقة التي استغلتني بها بي بي سي كمصدر. لقد استغلت المنظمة موضوع معاداة السامية الجاد لتحقيق أجندتها الإثارية الخاصة... لقد خدعت بي بي سي جمهورها - الشعب البريطاني - عن عمد من خلال تلفيق قصة رعب كاذبة عن بولندا. وبذلك، نشرت بي بي سي الخوف والجهل والتحامل والكراهية. أشعر بقلق عميق من هذا الشكل غير الأخلاقي من الصحافة."
مصدر آخر استُخدم في الفيلم، وهو الناشط في مكافحة العنصرية جاك بورسكي، قال: "المادة التي أعدتها بي بي سي كانت منحازة. لم تعرض القصة الكاملة عن استعدادات بولندا لليورو. لم تظهر كيف نفذت البطولة العديد من الأنشطة التي تهدف إلى مكافحة العنصرية ضمن حملة "احترام التنوع". بالنسبة لنا، اليورو ليس فقط عن المباريات. لقد أصبح الحدث فرصة لمحاربة العنصرية بفعالية وتعزيز التعددية الثقافية. لا يوجد بلد في أوروبا خالٍ من العنصرية. هذه هي الحقائق."
النائب البولندي الأسود جون جودسون ‏ قال: "الوثائقي كان منحازًا، أحادي الجانب، ومثيرًا إلى حد كبير. لقد تلقيت معلومات تفيد بأن هناك أيضًا مقابلات تم حذفها من قبل بي بي سي - مثل مقابلة مع الشرطة البولندية."
مراسل من صحيفة غازيتا فيبورتشا ‏، أكبر صحيفة ليبرالية في بولندا، شكك في ممارسات بانوراما وقال: "أصبح مندهشًا بشكل متزايد مما تقوله بي بي سي. حتى الآن، نفت بي بي سي حالتين كنت شاهدًا عليهما. لن أُفاجأ إذا أصدرت بي بي سي بيانًا يقول إن طاقم بانوراما لم يذهب إلى بولندا أبدًا."
رد المتحدث باسم وزارة الخارجية الأوكرانية أوليه فولوشين بأن الادعاءات كانت "مشكلة مختلقة وخرافية"، وقال إن "الرموز النازية يمكن رؤيتها في ... أي مباراة في إنجلترا". وصرح رئيس الوزراء البولندي دونالد توسك: "لا أحد ممن يأتي إلى بولندا سيكون في خطر بسبب عرقه. هذا ليس من عاداتنا، تمامًا كما ليس من عاداتنا الإشارة إلى حوادث مشابهة في بلدان أخرى."
ذكرت الغارديان: "ظهرت مصادر أخرى لتقول إن مقابلة مع لاعب يهودي إسرائيلي قُطعت أيضًا من البرنامج لأنه لم يؤكد فرضية بانوراما بشأن "معاداة السامية". أجرت بي بي سي مقابلة مع لاعب خط الوسط أفيرام باروتشيان، الذي لعب لفترة قصيرة مع الفريق البولندي بولونيا وارسو. وقال مصدر كان حاضرًا إن صحفيي بانوراما اشتكوا لاحقًا من أن المقابلة كانت "عديمة الفائدة". وبانوراما تنفي ذلك بشدة."
ردت بانوراما على الانتقادات قائلة: "نادي المشجعين الرسمي للمنتخب الإنجليزي الذين يسافرون إلى يورو 2012 وصفوا البرنامج بأنه غير مفيد، وأعرب بعض البولنديين في المملكة المتحدة عن قلقهم من أنهم وُصِفوا بالعنصرية. ولكن وسط كل هذه الاتهامات ضد بانوراما وبي بي سي، هناك خوف حقيقي من أن القضية الرئيسية قد تم تفويتها - الإساءة العنصرية والمعادية للسامية والعنف العلني والمخيف من النوع الذي بثته بانوراما هو خطأ وعميق الإزعاج لأولئك الذين يتلقونه. هذا كان الهدف من البرنامج. كنا نسعى إلى تسليط الضوء على خطأ. هل كانت الضربات التي تعرض لها الطلاب الهنود في ملعب ميتاليست في أوكرانيا "مبالغًا فيها"؟ هل كان صحيحًا أن الشرطة كانت "بلا فائدة" كما قالوا وهم يغادرون الليل الأوكراني مصابين ومهزومين وحدهم؟ هل كانت هتافات القرود التي استهدفت اللاعبين السود التي صورناها في بولندا "مثارًا للإثارة"؟
كتب بريندان أو نييل، محرر مجلة سبايكد، أن مشجعي إنجلترا قد نظموا "احتجاجًا ضد تصوير بي بي سي بانوراما الهستيري لأوكرانيا باعتبارها بؤرة للعنصرية ومعاداة السامية، وهو ما اكتشفوه خلال إقامتهم في ذلك البلد أنه غير صحيح. ... كان هو بي بي سي المحترم، الذي تردد صدى حديثه في الصحف الكبرى، هو الذي صور أمة كاملة "هناك" بأنها متخلفة، بينما كان من المفترض أن يقع على عاتق المشجعين العاديين دحض هذا التصور الزائف، والإشارة إلى أنه لا يوجد شيء مخيف في أوكرانيا الحديثة وسكانها. لقد أثبت مشجعو إنجلترا أنهم أكثر وعيًا عرقيًا من أولئك الذين يرتدون بدلات في قسم الأخبار في بي بي سي."
قال مدرب منتخب إنجلترا روي هودسون إن ادعاءات العنصرية كانت "أكبر سلبية في إنجلترا... ونتيجة لذلك أعتقد أننا فقدنا الكثير من المشجعين الذين لم يأتوا بسبب العديد من القصص المرعبة عن كيفية الحياة في أوكرانيا وبولندا." وأضاف هودسون أنه لم يكن لديه سوى انطباعات إيجابية عن بولندا وأوكرانيا.
علقت ديلي ميرور: "أكبر ميزة لبطولة يورو 2012 يجب أن تكون أن التهويل الذي قدمته بانوراما بي بي سي حول العنف والعنصرية المروعة في بولندا وأوكرانيا ثبت بشكل كبير أنه كان مجرد ذلك. إذا كنت لا تصدقني، فخذ كلمة غاري لينيكر الذي لم يتردد في توجيه انتقاد لرؤسائه في بي بي سي للإشارة إلى مدى ودية السكان المحليين واحتضانهم. قبيل مباراة إسبانيا مع البرتغال في نصف النهائي، غرد لينيكر: "دونيتسك مدينة جميلة مع شعب ودود. كان التهويل قبل البطولة بعيدًا عن الصواب".

### حوادث أخرى
وفقًا لصحيفة التلغراف اليومية الهولندية، خلال جلسة تدريب مفتوحة في كراكوف، زُعم أن اللاعبين السود في المنتخب الهولندي تعرضوا لأصوات قردة وهتافات استهزاء، وهو حادث وصفه قائد منتخب هولندا مارك فان بوميل بأنه "عار حقيقي". وأقرت يويفا بوجود "حوادث منعزلة من الهتافات العنصرية".
ومع ذلك، ذكرت وسائل إعلام هولندية أخرى، بما في ذلك الصحيفة اليومية المرموقة دي فولكس كرانت، أن ادعاءات أصوات القردة كانت ملفقة. وفقًا للصحيفة، فإن مدرب المنتخب الهولندي أدلى بعدة تصريحات لـبي بي سي بأنه لم يسمع الهتافات المزعومة، ولم يسمعها بقية الفريق أيضًا. ووفقًا لـدي فولكس كرانت، فإن القصة قد تم تضخيمها بواسطة دي تلغراف.
وقع أول حادث شغب في بطولة أمم أوروبا 2012 في 8 يونيو 2012 بعد مباراة في المجموعة أ في فروتسواف. قام مشاغبون روس بأعمال عنف ضد حراس الأمن في ملعب مييسكي. هاجم حوالي 30 مشاغبًا روسيًا عددًا قليلًا من الحراس. احتاج أربعة من الحراس إلى العلاج في المستشفى بعد هذا الهجوم.
في 11 يونيو 2012، قبل مباراة بطولة أمم أوروبا 2012 بين منتخب كرواتيا لكرة القدم ومنتخب جمهورية أيرلندا لكرة القدم، اشتبك مشجعو كرة القدم الكرواتيون مع شرطة مكافحة الشغب في مدينة بوزنان البولندية. ألقى مشجعو كرواتيا الكراسي والزجاجات والألعاب النارية على شرطة مكافحة الشغب البولندية. بدأ الحادث بعد اشتباك بين أنصار مخمورين لفريقين كرواتيين متنافسين من زغرب وسبليت في أحد حانات وسط المدينة حوالي الساعة الخامسة مساءً.
وجهت اتهامات لكرواتيا لاحقًا بسبب هتافات عنصرية ورموز ضد ماريو بالوتيلي في مباراة إيطاليا، حيث أفاد مراقبون معنيون بمكافحة التمييز بسماع أصوات قردة بالإضافة إلى عرض أعلام أوستاشا القومية اليمينية المتطرفة. وأفاد مصور لوكالة وكالة فرانس برس بسماع أصوات قردة ومشاهدة حارس يجمع موزة تم رميها على أرض الملعب. تم تغريم الاتحاد الكرواتي لكرة القدم مبلغ 101,000 دولار بسبب هذا السلوك العنصري وإشعال الألعاب النارية في نفس المباراة.
وقعت اشتباكات بين مشاغبين روس وبولنديين في وارسو يوم 12 يونيو 2012. اندلعت أعمال العنف أثناء مسيرة نظمها مشجعو روسيا احتفالًا بـيوم روسيا قبل مباراة المجموعة أ في الملعب الوطني بـوارسو، حيث بدأ المشجعون المتنافسون في استفزاز بعضهم البعض بهتافات مسيئة. أطلقت الشرطة البولندية طلقات تحذيرية واستخدمت مدفع ماء لتفريق المجموعات المتنازعة؛ وأسفرت الأحداث عن اعتقال حوالي 100 شخص وإصابة عشرة أشخاص - سبعة بولنديين، روسيين، وألماني واحد. في نفس المباراة، رفع مشجعو روسيا لافتة كبيرة كُتب عليها "هذه هي روسيا" خلال النشيد الوطني الروسي في إشارة إلى الحرب العالمية الثانية والغزو السوفيتي لبولندا.
تم توجيه اتهامات لمشجعي ألمانيا برفع "لافتات ورموز غير لائقة"، وتم تغريمهم بمبلغ 12,550 دولارًا بسبب إلقاء كرات ورقية على اللاعبين البرتغاليين خلال مباراة المجموعة في لفيف.
فتح الاتحاد الأوروبي إجراءات لتغريم اتحادات كرة القدم الإسبانية والروسية. وُجهت اتهامات للمشجعين الإسبان بسبب هتافات عنصرية ضد اللاعب الإيطالي الأسود ماريو بالوتيلي، كما أظهر مشجعو روسيا سلوكًا مشابهًا في مباراتهم ضد جمهورية التشيك، حيث لاحظ تيودور غيبري سيلاسي هتافات عنصرية من الجماهير الروسية.
اندلعت اضطرابات في بيدفورد، إنجلترا بعد فوز إيطاليا على إنجلترا في 24 يونيو. في المدينة التي تضم جالية إيطالية كبيرة، استهدف حوالي 150 من مشجعي إنجلترا المشجعين الإيطاليين؛ وتعرضت السيارات للتلف، وتم اعتقال أربعة أشخاص وأصيب شخص واحد بإصابات طفيفة. كما تم التحقيق مع بعض مستخدمي إكس من مشجعي إنجلترا بتهمة الإساءة العنصرية للاعبين الأفارقة أشلي كول وأشلي يونغ، الذين تسبب إخفاقهم في تسديد ركلات الترجيح في خروج المنتخب من البطولة.

## التسويق المتسلل والتفاوت في العقوبات التأديبية
تعرض مهاجم منتخب الدنمارك نيكلاس بينتنر لغرامة قدرها 100,000 يورو وإيقاف مباراة واحدة من قبل الاتحاد الأوروبي بسبب رعاية غير مصرح بها أثناء مباراة دور المجموعات ضد منتخب البرتغال لكرة القدم. بعد تسجيل هدفه الثاني وهدف الدنمارك الثاني في الهزيمة 3-2، خفض بينتنر سرواله ليظهر شعار شركة المراهنات الأيرلندية بادي باور ‏ على حزام ملابسه الداخلية. تعرضت الإجراءات التأديبية التي اتخذتها الاتحاد الأوروبي لكرة القدم ضد بينتنر لانتقادات من قبل النقاد بسبب شدة العقوبة مقارنة بحوادث أخرى حُقق فيها من قبل الهيئة الإدارية، حيث فرضت غرامات أقل على حوادث اعتُبرت أكثر خطورة بطبيعتها. من بين هذه الحوادث غرامة 20,000 يورو على نادي بورتو في أبريل من نفس العام بسبب العنصرية من جماهيرهم خلال مباراة في الدوري الأوروبي، وغرامة 30,000 يورو على مانشستر سيتي في نفس الشهر بسبب تأخير استئناف المباراة في البطولة، وغرامة 40,000 يورو وإيقاف ثلاث مباريات لمدرب نادي أرسنال أرسين فينغر في مارس بسبب مواجهته للحكم في دوري أبطال أوروبا.

## القسوة على الحيوانات
تعرضت أوكرانيا لانتقادات من منظمات الرفق بالحيوان بسبب قتلها للقطط والكلاب الضالة استعدادًا لاستضافة بطولة أمم أوروبا 2012. في 13 نوفمبر 2011، حثت وزارة البيئة والموارد الطبيعية الأوكرانية رؤساء البلديات في جميع أنحاء البلاد على وقف عمليات القتل لمدة ستة أشهر وبناء ملاجئ بدلاً من ذلك، ولكن لم يكن واضحًا كيف سيتم فرض هذا الإجراء. كما أشارت تعليقات الوزارة إلى أن هذا سيكون إجراءً مؤقتًا فقط، مما أثار المزيد من الانتقادات. صرح ميكولا زلوتشيفسكي ‏، وزير البيئة، بأنه ستجرى تعديلات على التشريعات الأوكرانية المتعلقة بمعاملة الحيوانات الضالة. كما وافق الوزير على برنامج لبناء ملاجئ جديدة للحيوانات، على أن يكتمل أولها بحلول يونيو 2012، وادخال تشريع جديد يجعل "من الإلزامي لرؤساء البلديات تنفيذ مثل هذه اللوائح الجديدة أو المخاطرة بمواجهة الملاحقة القضائية." وعلى الرغم من هذه الوعود، فقد تم الكشف في أبريل 2012 أن عمليات قتل الكلاب لا تزال مستمرة دون انقطاع.

## الإرهاب
في 27 أبريل 2012، انفجرت أربع قنابل ‏ في دنبرو بأوكرانيا (التي لم تكن إحدى المدن المضيفة). أصيب ما لا يقل عن 29 شخصًا فيما وُصف بهجوم إرهابي. صرح رئيس أوكرانيا فيكتور يانوكوفيتش بأن هناك استجابة "ملائمة" ستكون لهذا الهجوم. وأشار هرايهوري سوركيس ‏، الذي كان حينها رئيس الاتحاد الأوكراني لكرة القدم، إلى أنه "يعتقد أن الأشخاص الذين ارتكبوا هذه الجريمة الوحشية...هم أيضًا شركاء في هجوم على صورة بلدنا قبيل يورو 2012." ردًا على الحادثة، أعرب الاتحاد الأوروبي لكرة القدم عن ثقته في إقامة "بطولة سلسة واحتفالية"، ومع ذلك، إذا أصبحت الأوضاع السياسية أكثر عدم استقرار، تردد أن الاتحاد الأوروبي لكرة القدم قد يكون منفتحًا على فكرة تأجيل البطولة حتى عام 2013. وبسبب المخاوف الأمنية الجدية، ورد أن أنخيل ماريا فيلار، رئيس الاتحاد الملكي الإسباني لكرة القدم، عرض استضافة يورو 2012 في إسبانيا.

## الاحتجاجات
احتجت مجموعة فيمن على المخاوف من زيادة في الدعارة وما وصفوه بمحاولات حكومة أوكرانيا لتقنين الدعارة خلال البطولة. نظم الناشطون عدة احتجاجات بالتعري، بعضها استهدف كأس أمم أوروبا 2012 أثناء عرضه للجمهور. طالبت المجموعة الاتحاد الأوروبي لكرة القدم والحكومة الأوكرانية بإنشاء برنامج اجتماعي مخصص لمشكلة سياحة جنسية والدعارة؛ لإبلاغ مشجعي كرة القدم بأن الدعارة غير قانونية في أوكرانيا؛ واتخاذ خطوات إضافية لمكافحة الدعارة والسياحة الجنسية.

## ارتفاع أسعار الفنادق
في أبريل 2012، وأثناء زيارة تفقدية لمدينة لفيف المستضيفة، وصف رئيس الاتحاد الأوروبي لكرة القدم ميشيل بلاتيني أصحاب الفنادق بأنهم "قطاع طرق ومحتالون" بسبب رفعهم لأسعار الفنادق في أوكرانيا خلال بطولة كأس أمم أوروبا 2012. أمر الرئيس فيكتور يانوكوفيتش حكومته بمنع أصحاب الفنادق من فرض أسعار مبالغ فيها. بعض أصحاب الفنادق زادوا الأسعار بشكل يصل إلى ثمانين ضعفاً، مما دفع رئيس الوزراء ميكولا أزاروف للتحذير من أن الحكومة قد تلجأ إلى فرض رقابة حكومية على أسعار الفنادق. في وقت لاحق من ذلك الشهر، صرح ماركيان لوبكيفسكي، رئيس اللجنة المنظمة ليورو 2012 في أوكرانيا، بأن أسعار الفنادق والنُزُل لم تعد "مرتفعة بشكل خطير".

## التلاعب بنقل البث المباشر
لم يكن البث التلفزيوني مباشراً بشكل كامل. عدلت عدة مشاهد أثناء البث بناءً على ما يعتبر مناسباً، أو حذفها أو استبعادها تماماً. بناءً على أوامر الاتحاد الأوروبي لكرة القدم، مُنع عرض المقاعد الفارغة في الملاعب. المشهد الذي يظهر فيه مدرب منتخب ألمانيا لكرة القدم يواخيم لوف وهو يمزح مع أحد الأولاد المسؤولين عن الكرات حدث في الواقع قبل المباراة. ينطبق الأمر نفسه على لقطة دموع أحد المشجعين الألمان، التي وقعت قبل المباراة ولكن عرضت بعد تسجيل الهدف الإيطالي. أعربت وكالة البث الألمانية إيه آر دي عن نيتها تقديم شكوى ضد هذه الممارسات من قبل الاتحاد الأوروبي لكرة القدم.

## تقنية خط المرمى
خلال اليوم الأخير من مرحلة المجموعات، في 19 يونيو، شهدت بطولة أمم أوروبا 2012 المجموعة د ما يُعرف بـ"هدف الشبح" الذي سجله ماركو ديفيتش. في الشوط الثاني، بينما كانت أوكرانيا متأخرة بنتيجة 1–0 بسبب هدف رأسي من واين روني، تم إبعاد تسديدة ديفيتش من خلف خط مرمى إنجلترا بواسطة جون تيري أمام أعين الحكم الخامس الواقف بجانب المرمى (كما أكدت الإعادة بالفيديو). انتهت المباراة بفوز إنجلترا بالمجموعة (بعد فوز السويد على فرنسا في المباراة الأخرى لتلك الليلة) بينما خرجت أوكرانيا من البطولة. أعاد "هدف الشبح" الذي سجله ديفيتش فتح النقاش حول استخدام تقنية خط المرمى في كرة القدم. أظهرت الإعادات أيضاً أن المهاجم الأوكراني أرتيم ميليفسكي كان في وضع تسلل عند تمرير الكرة إليه، وهو الأمر الذي لم يلاحظه الحكام.

## خسارة الأموال العامة
اشترت محطة التلفاز البولندي الحكومية حقوق البث الحصرية لعرض المباريات في بولندا بمبلغ 120 مليون زلوتي، وخسرت ما لا يقل عن 50 مليون زلوتي بسبب انخفاض إيرادات الإعلانات.